# Perissodus
Cá Cichlid (Danh pháp khoa học: Perissodus) là một chi cá trong họ cá hoàng đế Cichlidae, chúng là chi cá bản địa của hồ Tanganyika thuộc châu Phi, chi cá này có hai loài gồm: Perissodus eccentricus và Perissodus microlepis. 

## Đặc điểm
Điểm đặc biệt của chi cá này là các loài cá trong chi có sự phát triển của tính thuận trong hành vi ở cá thể cá cichlid, khi cá trưởng thành, chúng thuận bên phải/bên trái phụ thuộc vào thực tế là bên nào miệng ăn được nhiều cho thấy được sự phát triển hướng miệng theo độ tuổi cũng như mối liên hệ giữa hành vi thuận hướng với tính phi đối xứng miệng.
Bằng cách kiểm tra dạ dày của gần 200 con cá cichlid, từ những con chưa trưởng thành đến những con đã trưởng thành, có thể xác định độ tuổi của loài cá thông qua cách thức ăn uống. Cá cichlid con có miệng lệch về một phía (không đối xứng) thường tấn công con mồi ở cả hai bên, trong khi những con cá trưởng thành chỉ tấn công về bên miệng thuận. Trong quá trình phát triển của cá, sự bất đối xứng miệng tăng dần theo phía ưu tiên mà chúng hay dùng để tấn công.